# Sjostka
Sjostka (Oekraïens: Шостка) is een stad in de Oekraïense oblast Soemy. Sjostka is centrum van het gelijknamige rajon.
De stad telt 75.000 inwoners (2019). De stad ligt aan het riviertje Sjostka, een zijrivier van de Desna. Sjostka is een belangrijk centrum van de chemische industrie.

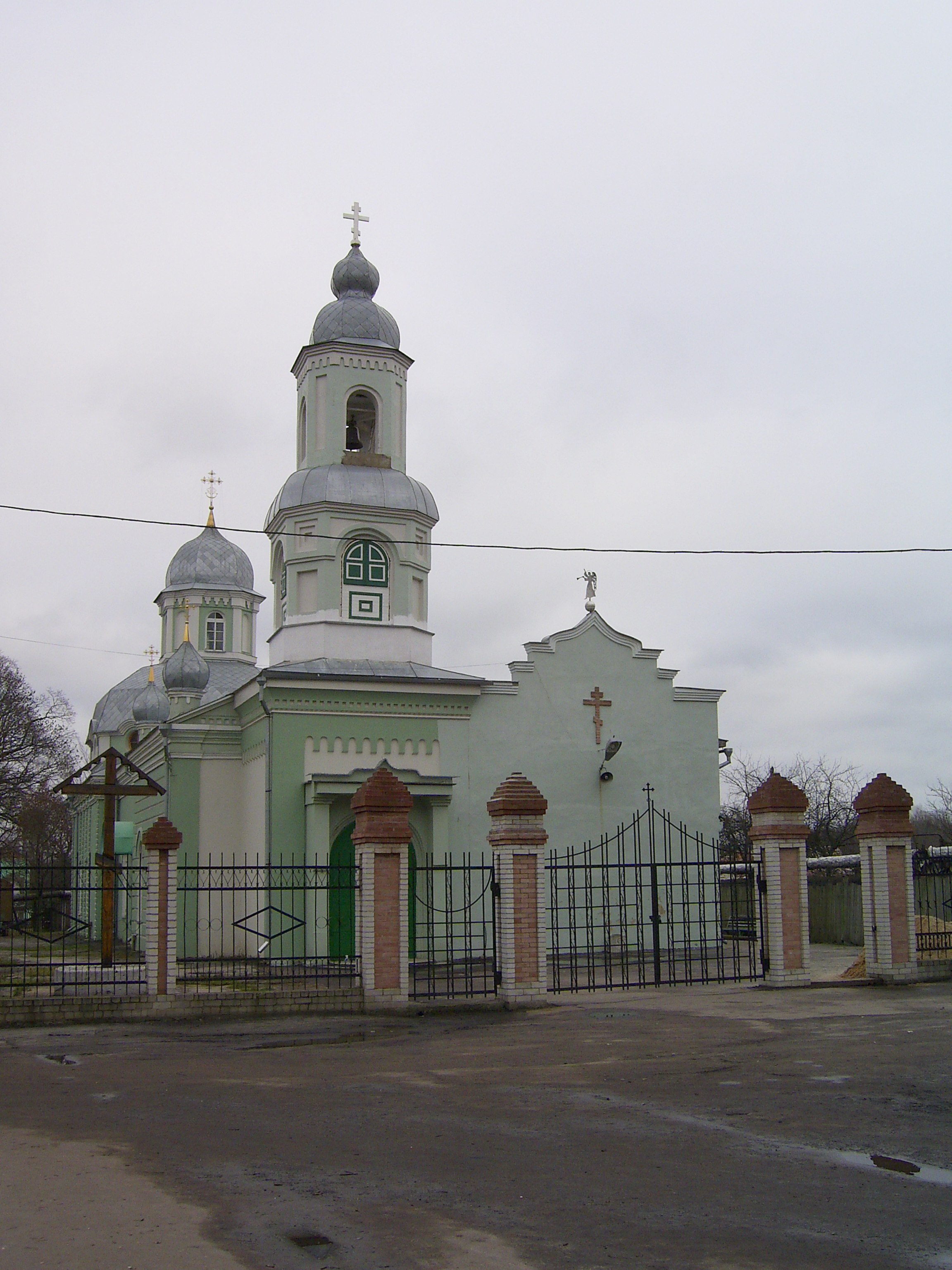
Kerk van de heilige Volodymyr in Sjostka

## Geschiedenis
Aan het begin van de 17e eeuw werd door Oekraïense kozakken een dorp gevestigd. In 1739 werd hier een buskruitfabriek gebouwd, waarmee het dorp een van de belangrijkste leveranciers van het Keizerrijk Rusland werd. In 1893 werd een aftakking van de spoorweg naar de plaats aangelegd en sinds 1920 heeft het de stadsstatus. De in 1931 gebouwde filmfabriek was de hoofdleverancier van bioscoop- en fotofilms in de Sovjet-Unie. Tijdens de Tweede Wereldoorlog werden alle industriële ondernemingen vernietigd. De Duitse bezetting duurde in deze stad van 27 augustus 1941 tot 3 september 1943. Van 1947 tot ongeveer 1949 werden hier de gedemonteerde productie-apparaten voor kleurenfilms uit de filmfabriek in het Duitse Wolfen door te werk gestelde Duitse specialisten opgebouwd en in bedrijf genomen, om kleurenfilmproductie in de Sovjet-Unie mogelijk te maken.

## Bevolkingsontwikkeling
| 1923  | 1939   | 1959   | 1970   | 1979   | 1989   | 2001   | 2010   | 2019   |
| ----- | ------ | ------ | ------ | ------ | ------ | ------ | ------ | ------ |
| 8.519 | 28.592 | 38.884 | 64.436 | 82.036 | 92.882 | 87.130 | 80.683 | 75.024 |

## Economie en vervoer
In de naoorlogse jaren werd de stad herbouwd en begon zich intensief te ontwikkelen. Het wordt een economisch centrum. In de jaren 1950-1980 werden een chemische reagensfabriek, een brouwerij, een betonfabriek en een aantal andere ondernemingen gebouwd. De filmfabriek en de productie van kruit en munitie bleven eveneens belangrijk. Na het uiteenvallen van de Sovjet-Unie kwam er een eind aan de productie van films en filmgerelateerde producten.
Het staatsbedrijf "Impuls" (onder het Ministerie van Defensie) produceert ontstekingsapparatuur en munitie. Het staatsbedrijf "Zvezda" (Ster), daterend uit 1771 en belangrijkste factor voor de groei van de stad, produceert op een bedrijfsterrein van 753 hectare buskruit en andere explosieve stoffen, munitie en rookpoeder. Ook worden in dit bedrijf andere industriële en consumentenproducten gemaakt.
Daarnaast is in Sjostka de voedingsmiddelenindustrie vertegenwoordigd: meelproductie en vleesverwerking, en een kaasfabriek.

##### Vervoer
Sjostka is aangesloten op het spoorwegnet (verbinding met Kiev) en heeft in diverse richtingen wegverbindingen.

## Geboren in Sjostka
- Dmitri Tsjetsjoelin (1901-1981), architect
- Olena Zoebrilova (1973), biatlete
- Vladimir Grigorev (1982) shorttracker